# Enrico Benassi
Enrico Benassi (Mezzani, 14 maggio 1902 – Parma, 13 febbraio 1978) è stato un pittore italiano.

## Biografia
Nacque in una famiglia modesta, che lo avviò, dopo la scuola elementare, al lavoro dei campi. Nel 1908 in occasione degli scioperi agrari fu ospitato in casa di uno scultore genovese dove ebbe il suo primo approccio con l'arte. Sposatosi nel 1922 e lasciato il lavoro nei campi, svolse svariate attività.
Già da tempo si dilettava a disegnare ma iniziò la sua attività di pittore in modo costante e continuativo solo nel 1958. A causa delle ristrettezze economiche in cui versava iniziò a dipingere a tempera su cartoni ottenuti da scatole o su compensato.
Il 1969 fu l'anno di svolta per Benassi: le sue opere iniziarono a suscitare l'interesse degli esperti d'arte, che ne sottolinearono il valore artistico.

## Attività artistica
Esponente della pittura naïf, battezzò la sua prima produzione (anni sessanta) «periodo egizio».
I temi dei suoi dipinti e la tecnica realizzativa sono quelli tipici dell'arte naïf: la realtà contadina è raffigurata con un disegno infantile e stesura dei colori piatta ed è vista nella sua umiltà e quotidianità, ma in chiave ingenuamente poetica e fiabesca.

## Musei ed esposizioni
Antologiche vennero dedicate al pittore a Parma nel 1988 e nel 2002. Dipinti di Benassi figurano nelle collezioni del Museo croato di Arte Naïve a Zagabria e del Museo Charlotte Zander a Bönnigheim, in Germania. Proprio fra le opere di questa collezione, un dipinto di Benassi è stato selezionato per l'esposizione rappresentativa avvenuta a Pinerolo nel 2009/10.

## Citazioni
(Anatole Jakovsky-)
(Marzio Dall'Acqua -)